# فرخنده کاکل‌زرد
فرخنده کاکل‌زرد (نام علمی: Tachyphonus rufiventer) نام یک گونه از سرده تندگوها است.